# Acraea welwitschii
Acraea welwitschii är en fjärilsart som beskrevs av Alois Friedrich Rogenhofer 1892. Acraea welwitschii ingår i släktet Acraea och familjen praktfjärilar. Inga underarter finns listade i Catalogue of Life.